# Bauhinia bauhinioides
Bauhinia bauhinioides är en ärtväxtart som först beskrevs av Carl Friedrich Philipp von Martius, och fick sitt nu gällande namn av James Francis Macbride. Bauhinia bauhinioides ingår i släktet Bauhinia och familjen ärtväxter. Inga underarter finns listade i Catalogue of Life.